# エスタディオ・デ・サン・ミゲル (ポンタ・デルガダ)
エスタディオ・デ・サン・ミゲル（Estádio de São Miguel）は、ポルトガルのサンミゲル島ポンタ・デルガダに所在するスタジアム。
プロサッカークラブCDサンタ・クララの本拠地として使用されている。

## 概要
山の斜面に作られており、メインゲートから見るとスタジアムは階下に作られ、その姿をまだ目にできない程。
2002 UEFAインタートトカップ、UEFAヨーロッパカンファレンスリーグ 2021-22の試合も行われた。